# Fernando Cavenaghi
Fernando Ezequiel Cavenaghi, född 21 september, 1983 i O'Brian, Buenos Aires, är en argentinsk fotbollsspelare som spelar i mexikanska laget CF Pachuca.
Cavenaghi debuterade för River Plate säsongen 2000/01, fram till 2004 vann han ligan tre gånger (Apertura) (2002, 2003 och 2004) och gjorde 55 mål på 88 matcher.
Säsongen 2004/05 värvades han av FC Spartak Moskva för ca 6,5 miljoner £.
Från 2011 spelar han i det argentinska laget River Plate.